# 陷入诱惑
《陷入诱惑》（西班牙語：Caer en tentación）是一部由吉赛尔·冈萨雷斯为特莱维萨制作的墨西哥电视连续剧。该剧改编自2017年阿根廷电视连续剧《爱情之后的爱情》，由埃里卡·哈尔沃森和贡萨洛·德玛丽亚创作。 主演有西尔维娅·纳瓦罗、加布里埃尔·索托、阿德里安娜·卢维尔和卡洛斯·费罗。该剧于2017年9月18日至2018年2月11日在明星频道播出。

## 角色
- 西尔维娅·纳瓦罗 饰 拉奎尔·科恩·纳赛尔·德贝克尔
- 加布里埃尔·索托 饰 达米安·贝克尔·弗朗哥
- 阿德里安娜·卢维尔 饰 卡罗莱纳·里瓦斯·特雷霍·德·阿尔瓦拉多
- 卡洛斯·费罗 饰 圣地亚哥·阿尔瓦拉多·弗洛雷斯
- 阿拉特·德拉·托雷 饰 安德烈斯·贝克尔·阿谢尔
- 朱丽叶塔·伊古罗拉 饰 米丽亚姆·弗朗科·维达·德贝克尔
- 比阿特丽斯·莫雷诺 饰 霍维塔
- 埃拉·韦尔登 饰 米娅·贝克尔·科恩
- 埃里卡·德拉·罗莎 饰 阿丽娜·德尔·维拉尔[4]
- 朱莉娅·乌尔比尼 饰 多洛雷斯·“洛拉”·阿尔瓦拉多·里瓦斯
- 卢兹·拉莫斯 饰 劳拉·加西亚·希门尼斯·德·戈多伊
- 卡洛斯·巴伦西亚 饰 维森特·里瓦斯·特雷霍
- 伊诺克·莱尼奥 饰 罗道夫·鲁埃达
- 伊里内奥·阿尔瓦雷斯 饰 安东尼奥·伊巴涅斯·拉腊
- 阿达尔贝托·帕拉 饰 伊格纳西奥·“纳乔”·加林多
- 路易斯·费尔南多佩纳 饰 阿古斯丁·查韦斯
- 安娜·西奥凯蒂 饰 阿苏塞纳
- 豪尔赫·路易斯·巴斯克斯 饰 费尔南多·戈多伊·阿尔巴
- 莫伊塞斯·阿里兹门迪 饰 克里斯蒂安
- 莉兹·加拉多 饰 加布里埃拉·伊萨吉雷
- 何塞·曼努埃尔·林孔 饰 尼古拉斯·“尼科”·阿尔瓦拉多·里瓦斯
- 德国人·布拉科 饰 费德里科·“费德”·贝克尔·科恩
- 弗朗西斯科·皮萨纳 饰 胡安·杜兰
- 皮埃尔·路易斯 饰 贝尔纳多·“贝博”·加林多·佩雷斯
- 安德里亚·格雷罗 饰 辛西娅·科恩·纳赛尔
- 妮可·维尔 饰 朱丽叶塔
- 艾玛·埃斯卡兰特 饰 西莉亚·萨尔格罗